# Michał Działyński (wojewoda malborski)
Michał Działyński syn Stanisława, wojewoda malborski.
Od 1796 był kasztelanem kujawskim. Pisał wiersze, napisał między innymi "Odgłos konwokujący ojczyzny synów do prawdziwej jedności" (Toruń 1714)